# Női 100 méteres gátfutás a 2015. évi nyári európai ifjúsági olimpiai fesztiválon
A 2015. évi nyári európai ifjúsági olimpiai fesztiválon az atlétikai versenyszámokat Tbilisziben rendezték. A női 100 méteres gátfutás selejtezőit július 28.-án, a döntőt pedig július 31.-én rendezték.

## Rekordok
A versenyt megelőzően a következő rekordok voltak érvényben:
| Ifjúsági világrekord | Yanique Thompson (Jamaica)     | 12.94 |
| EYOF rekord          | Neziri Nooralotta (Finnország) | 13.23 |

## Selejtező
Minden selejtezőcsoport első 2 helyezettje (Q) illetve a további legjobb 2 időeredménnyel (q) rendelkező sportoló jutott tovább a döntőbe. Minden nemzet egyetlen sportolóval képviselhette magát.
| H  | Csoport | Név                        | Nemzet        | E     | Mj   |
| -- | ------- | -------------------------- | ------------- | ----- | ---- |
| 1  | 2       | Nika Glojnarič             | Szlovénia     | 13.78 | Q    |
| 2  | 2       | Molly Scott                | Írország      | 13.81 | Q PB |
| 3  | 2       | Paula Sprudzāne            | Lettország    | 13.84 | q PB |
| 4  | 3       | Kristina Kleshcheva        | Oroszország   | 13.91 | Q PB |
| 5  | 1       | Miriam Sinning             | Németország   | 13.95 | Q    |
| 6  | 2       | Ida Eikeng                 | Norvégia      | 14.02 | q    |
| 7  | 2       | Marijke Esselink           | Hollandia     | 14.09 | PB   |
| 8  | 1       | Sacha Alessandrini         | Franciaország | 14.13 | Q    |
| 9  | 3       | Milica Emini               | Szerbia       | 14.19 | Q    |
| 10 | 1       | Şevval Ayaz                | Törökország   | 14.21 |      |
| 11 | 3       | Dafni Georgiou             | Ciprus        | 14.26 |      |
| 12 | 1       | Klaudia Ursula Wojtunik    | Lengyelország | 14.31 | PB   |
| 13 | 3       | Ellinoora Karvinen         | Finnország    | 14.32 |      |
| 14 | 1       | Iulia Nicoleta Banaga      | Románia       | 14.35 |      |
| 15 | 1       | Victoria Almerén Hansson   | Svédország    | 14.35 |      |
| 16 | 2       | Rebecca Gennari            | Olaszország   | 14.41 |      |
| 17 | 3       | Alina Shukh                | Ukrajna       | 14.42 |      |
| 18 | 3       | Klara Barnjak              | Horvátország  | 14.53 | PB   |
| 19 | 1       | Paschalína Papadopoúlou    | Görögország   | 14.62 |      |
| 20 | 2       | Beatričė Juškevičiūtė      | Litvánia      | 14.67 |      |
| 21 | 3       | Kany Touré                 | Luxemburg     | 14.71 |      |
| 22 | 2       | Nikol Andonova             | Bulgária      | 15.08 |      |
| 23 | 3       | Hildigunnar Torarinsdottir | Izland        | 15.19 |      |
| -  | 1       | Elba Parmo Garcia          | Spanyolország | -     | DNF  |

## Döntő
| H     | Név                 | Nemzet        | E     | Mj |
| ----- | ------------------- | ------------- | ----- | -- |
| Arany | Kristina Kleshcheva | Oroszország   | 13.75 | PB |
| Ezüst | Paula Sprudzāne     | Lettország    | 13.75 | SB |
| Bronz | Nika Glojnarič      | Szlovénia     | 13.84 |    |
| 4     | Miriam Sinning      | Németország   | 13.84 |    |
| 5     | Molly Scott         | Írország      | 13.85 |    |
| 6     | Sacha Alessandrini  | Franciaország | 13.95 |    |
| 7     | Milica Emini        | Szerbia       | 14.03 |    |
| 8     | Ida Eikeng          | Norvégia      | 14.04 |    |